# Хантер, Си Джей
Коттрелл Джеймс Хантер третий (англ. Cottrell James Hunter III; 14 декабря 1968, Вашингтон — 28 ноября 2021) — американский легкоатлет, специалист по толканию ядра. Выступал за сборную США по лёгкой атлетике в 1990-х годах, чемпион мира, победитель Игр доброй воли и Панамериканских игр, чемпион США, участник летних Олимпийских игр в Атланте.

## Биография
Си Джей Хантер родился 14 декабря 1968 года в Вашингтоне. Учился в старшей школе Franklin Delano Roosevelt High School в Гайд-Парке, пытался попасть в местную баскетбольную команду, но не смог этого сделать и решил заняться толканием ядра.
Продолжил спортивную карьеру в Университете штата Пенсильвания, в составе местной легкоатлетической команды выступал на различных университетских соревнованиях. Окончил университет в 1991 году, получив степень бакалавра искусств в области политологии.
Впервые заявил о себе на международном уровне в сезоне 1991 года, когда вошёл в состав американской сборной и выступил на Панамериканских играх в Гаване, где завоевал бронзовую награду в зачёте толкания ядра. Позднее принял участие в чемпионате мира в Токио — на предварительном квалификационном этапе толкнул ядро на 17,97 метра, чего оказалось недостаточно для выхода в финал.
В 1993 году отметился победой на турнире Prefontaine Classic в Юджине.
В 1994 году среди прочего стал чемпионом США в толкании ядра, одержал победу на Играх доброй воли в Санкт-Петербурге и на Кубке мира в Лондоне, был вторым в финале Гран-при IAAF в Париже.
В 1995 году выиграл зимний чемпионат США в Атланте, получил серебро на чемпионате мира в помещении в Барселоне, превзошёл всех соперников на Панамериканских играх в Мар-дель-Плате.
В 1996 году стал бронзовым призёром на чемпионате США и тем самым удостоился права защищать честь страны на летних Олимпийских играх в Атланте — здесь в финале показал результат в 20,39 метра, расположившись в итоговом протоколе соревнований на седьмой строке.
В 1997 году выиграл бронзовую медаль на чемпионате мира в Афинах.
В 1998 году стал серебряным призёром на Играх доброй воли в Нью-Йорке.
В 1999 году был лучшим на чемпионате мира в Севилье.
В 2000 году на национальном олимпийском отборочном турнире в Сакраменто установил свой личный рекорд (21,87) и стал вторым позади Адама Нельсона — благодаря этому успешному выступлению прошёл отбор на Олимпийские игры в Сиднее. Однако спустя месяц на Бислеттских играх Хантер провалил допинг-тест — в его пробе обнаружили анаболический стероид нандролон. В итоге спортсмена отстранили от участия в соревнованиях, и выступить на сиднейской Олимпиаде он не успел. Позднее выяснилось, что Си Джей Хантер вместе со своей тогдашней женой Марион Джонс причастен к резонансному делу BALCO.
Впоследствии проживал в Холли-Спрингс, штат Северная Каролина, воспитывал сына от третьего брака.
Умер 28 ноября 2021 года в возрасте 52 лет.